# Бор-углерод-кремний
Семейство сплавов на основе системы бор-углерод-кремний — сверхтвёрдый материал с микротвёрдостью, превышающей 70 ГПа. Чрезвычайно устойчив к химическим воздействиям и высокой температуре. Считается одним из лучших абразивных материалов по соотношению цена-производительность. Получают, сплавляя кокс, кварц и борный ангидрид в электродуговой печи, с последующим дроблением и классификацией по крупности зёрен. Цвет чёрно-коричневый с металлическим блеском.